# Limnonectes magnus
Espèce
Synonymes
- Rana magna Stejneger, 1910

Statut de conservation UICN

 NT  : Quasi menacé
Limnonectes magnus est une espèce d'amphibiens de la famille des Dicroglossidae.

## Répartition
Cette espèce est endémique des Philippines. Elle se rencontre sur les îles de Mindanao, de Basilan, de Bohol, de Camiguin, de Samar et de Leyte entre 1 200 et 1 800 m d'altitude.

## Publication originale
- Stejneger, 1910 : Description of a new frog from the Philippine Islands. Smithsonian Miscellaneous Collections, vol. 52, p. 437-439 (texte intégral).